# 播散性黄瘤
播散性黄瘤（英語：Xanthoma disseminatum）是一种罕见的非朗格汉斯细胞组织细胞增生症，好发于5至25岁年轻男性，其主要症状是出现大量黄红色至棕褐色离散性丘疹和结节。40%的播散性黄瘤患者会伴尿崩症。